# Angolanische Streitkräfte
Die angolanischen Streitkräfte (portugiesisch Forças Armadas Angolanas; kurz FAA) sind das Militär des südwestafrikanischen Landes Angola. Die angolanische Armee wurde 1991 gegründet. Generalstabschef der FAA ist Egídio de Sousa Santos. Dank seines Erdölreichtums hat Angola die FAA systematisch hochgerüstet. Im Jahr 2022 wurden, bei ungefähr 107.000 Mann, ca. 981,45 Mio. US-Dollar in die FAA investiert.

## Von Befreiungsarmee zur Militärstreitmacht
Vorgänger der FAA waren die FAPLA (Forças Armadas de Libertação de Angola), der bewaffnete Arm der Unabhängigkeitsbewegung MPLA, die seit 1975 als politische Partei die Macht im Lande hat. Während einer Unterbrechung des 27 Jahre dauernden Bürgerkriegs von 1975 bis 2002 wurden die FAA als überparteiliche Streitkräfte 1991 gegründet, als Angola vom Einparteien- zum Mehrparteienstaat überging. Sie standen zunächst jedoch ausschließlich im Dienst des MPLA; nach dem Ende des Bürgerkriegs nahmen sie erhebliche Kontingente von Militärs ihres Rivalen und Gegners UNITA auf, von den Mannschaftsgraden bis zum Generalsrang. Selbst der Generalstabschef ist ein ehemaliger UNITA-General.

### Struktur
Es gibt drei Teilstreitkräfte: Heer, Marine sowie Luftwaffe und Luftabwehrkräfte, wovon das Heer zahlenmäßig mit 100.000 Soldaten bei Weitem die größte darstellt. Militärisches Gerät stammte ursprünglich vor allem aus der ehemaligen Sowjetunion. Inzwischen gibt es eine militärisch-technische Zusammenarbeit mit der Volksrepublik China, die auch wirtschaftlich sehr stark in Angola engagiert ist. Darüber hinaus wird jedoch zunehmend Ausrüstung aus westlichen Ländern gekauft, so aus Deutschland eine Reihe von kleineren Kriegsschiffen für die Küstenwache der Marine der FAA.
Ab dem Jahr 2000 wurden achtzehn Su-27-Kampfjets aus Russland angeschafft. Eine Maschine wurde 2002 von der UNITA abgeschossen. Für die verschiedenen Aufgaben der Luftwaffe (Seeraumüberwachung, Luftraumüberwachung) stehen geeignete Flugzeuge bereit. Dies ist sehr ungewöhnlich für ein Land in dieser Region, das von der Bevölkerungszahl her noch nicht einmal sonderlich groß ist. Die Verfügbarkeit des militärischen Geräts soll allerdings zwischenzeitlich stark nachgelassen haben auf rund ein Drittel der beschafften Su-27. Im April 2019 war die Lieferung von zwölf Su-30-Kampfjets abgeschlossen, welche bei einem Besuch der russischen Verteidigungsministers 2013 vereinbart worden war.
Vernachlässigbar ist die Marine. Denn obwohl Angola eine lange Küste hat, stehen nur ca. 1.000 Soldaten mit 19 Schiffen bereit. Es gab laut Medienberichten im Jahr 2011 Pläne zur Lieferung von Patrouillenbooten aus Deutschland.

### Einsätze im Ausland
Kleine Kontingente der FAA sind in der Republik Kongo und der Demokratischen Republik Kongo stationiert. Eine Präsenz während der Unruhen in der Elfenbeinküste, 2010/2011, wurden offiziell nicht bestätigt. Grundsätzlich ist Angola an der Beteiligung der FAA an Einsätzen der Afrikanischen Union interessiert und hat zu diesem Zweck Sondereinheiten gebildet.
Die angolanische Armee hat heute noch rund 29.000 eingeschriebene Mitglieder, die in den Reihen der FAA eingeschrieben bleiben und daher ein Gehalt erhalten.

## Übersicht

### Heer
Das Heer besteht aus 100.000 Soldaten und verfügt schätzungsweise über folgende gepanzerte Fahrzeuge und Artillerie:

#### Fahrzeuge
| Typ                 | Herkunft            | Funktion               | Version | Anzahl  |
| ------------------- | ------------------- | ---------------------- | ------- | ------- |
| T-55                | Sowjetunion         | KampfpanzerBergepanzer | AM2     | 200+    |
| T-62                | Sowjetunion         | Kampfpanzer            |         | 50      |
| T-72                | Sowjetunion         | Kampfpanzer            | M1      | 50      |
| PT-76               | Sowjetunion         | Leichter Panzer        |         | 10      |
| BRDM-2              | Sowjetunion         | Spähpanzer             |         | 600     |
| Kaiman              | Belarus             | Spähpanzer             |         | 3+      |
| BMP-1BMP-2          | Sowjetunion         | Schützenpanzer         |         | 250     |
| WZ551               | Volksrepublik China | Mannschaftstransporter | PTL02   | 9+      |
| MT-LB               | Sowjetunion         | Mannschaftstransporter |         | 31      |
| BTR-60BTR-80BTR-152 | Sowjetunion         | Mannschaftstransporter |         | ca. 200 |
| Casspir             | Südafrika           | MRAP                   | NG2000  | 45      |
| T-54                | Sowjetunion         | Bergepanzer            |         |         |
| Bozena              | Slowakei            | Minenräumpanzer        |         |         |

#### Panzerabwehrwaffen
| Typ           | Herkunft           | Funktion                | Anzahl |
| ------------- | ------------------ | ----------------------- | ------ |
| 9K11 Maljutka | Sowjetunion        | Panzerabwehrlenkwaffe   |        |
| B-10B-11      | Sowjetunion        | Rückstoßfreies Geschütz | 400    |
| M40           | Vereinigte Staaten | Rückstoßfreies Geschütz | 100    |
| SU-100        | Sowjetunion        | Jagdpanzer              |        |

#### Artillerie
| Typ          | Herkunft         | Kaliber | Funktion          | Anzahl |
| ------------ | ---------------- | ------- | ----------------- | ------ |
| 2S1 Gvozdika | Sowjetunion      | 122 mm  | Selbstfahrlafette | 9+     |
| 2S3 Akatsiya | Sowjetunion      | 152 mm  | Selbstfahrlafette | 4      |
| 2S7 Pion     | Sowjetunion      | 203 mm  | Selbstfahrlafette | 12     |
| D-30         | Sowjetunion      | 122 mm  | Haubitze          | 523    |
| D-20         | Sowjetunion      | 152 mm  | Haubitze          | 4      |
| M-46         | Sowjetunion      | 130 mm  | Kanone            | 48     |
| BM-21 Grad   | Sowjetunion      | 122 mm  | Raketenwerfer     | 70     |
| RM-70        | Tschechoslowakei | 122 mm  | Raketenwerfer     | 40     |
| BM-24        | Sowjetunion      | 240 mm  | Raketenwerfer     |        |
|              |                  | 82 mm   | Mörser            | 250    |
|              |                  | 120 mm  | Mörser            | 500    |

#### Flugabwehr
| Typ           | Herkunft    | Funktion         |
| ------------- | ----------- | ---------------- |
| 9K32 Strela-2 | Sowjetunion | MANPADS          |
| 9K34 Strela-3 | Sowjetunion | MANPADS          |
| 9K310 Igla-1  | Sowjetunion | MANPADS          |
| ZSU-23-4      | Sowjetunion | Flugabwehrpanzer |
| ZPU-4         | Sowjetunion | Maschinengewehr  |
| ZU-23 2       | Sowjetunion | Flugabwehrkanone |
| M1939         | Sowjetunion | Flugabwehrkanone |
| S-60          | Sowjetunion | Flugabwehrkanone |

### Marine

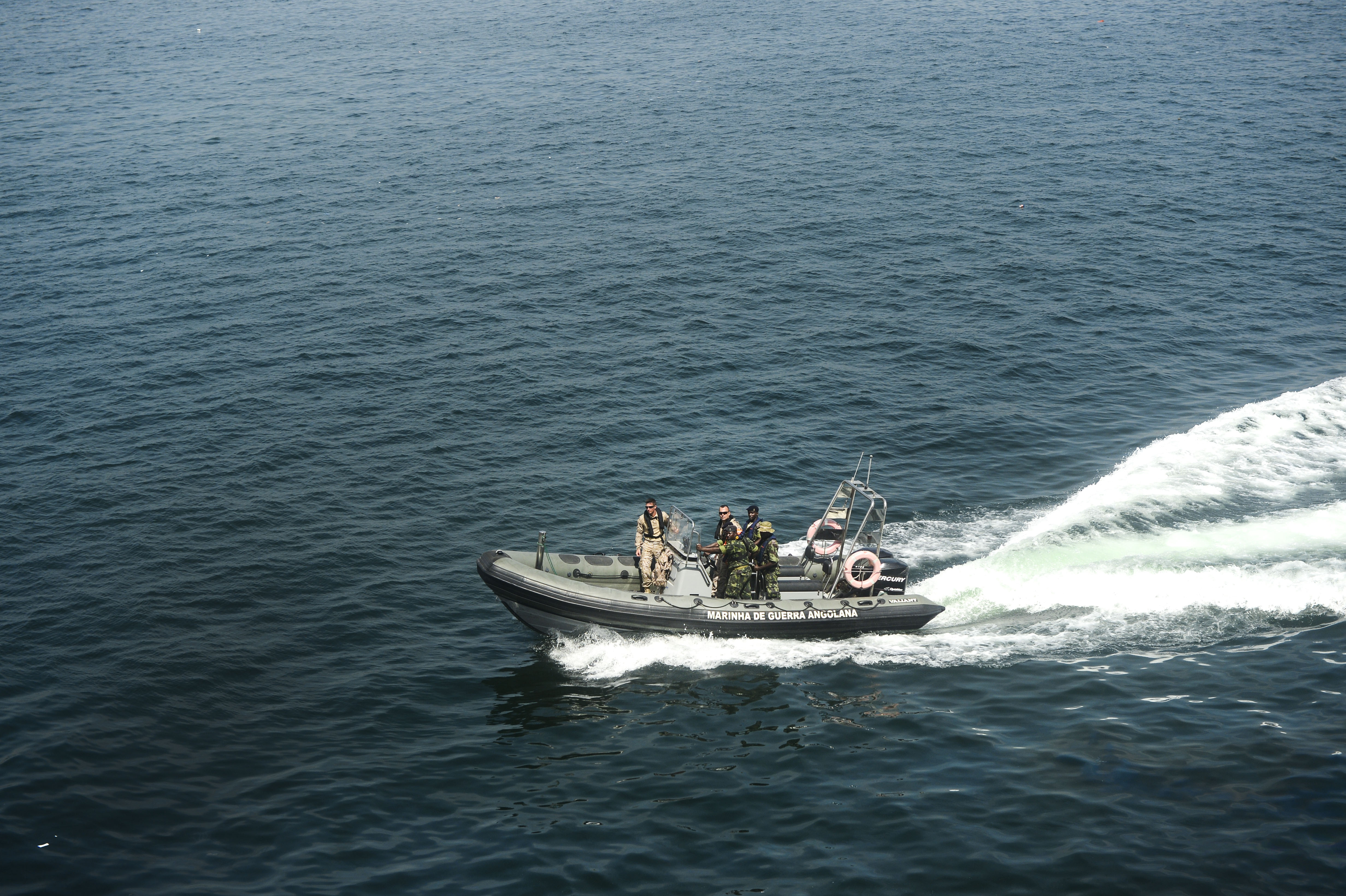
Festrumpfschlauchboot der angolanischen Marine

Die Angolanische Marine (port.: Marinha de Guerra Angolana, abgekürzt MGA), ist die Seestreitmacht der angolanischen Streitkräfte und hat eine Personalstärke von 1.000 Soldaten. Hauptaufgabe ist der Schutz der etwa 1600 Kilometer langen Küstenlinie Angolas. Befehlshaber ist seit 2021 Jorge Manuel dos Santos.

#### Ausrüstung
(Quelle:)
Korvetten:
- 3× BR71 Mk II () (Im Jahr 2023 bestellt)[11]

Schnellboote:
- 3× HSI 32-Schnellboote ()
- 5× Aresa PVC-170-Schnellboote ()

Ministerium für Fischerei:
- 2× Ngola-Kiluange-Klasse, Fischereischutzschiffe ()
- 5× Rei Bula Matadi-Klasse, Fischereischutzboote ()
- 4× Mandume-Klasse, Patrouillenboote ()
- 5× JL3000, Fischereischutzboote ()

Küstenverteidigung
- 4K44 Utjos, fest stationierte Anti-Schiffs-Lenkwaffen

### Luftwaffe
Die Luftwaffe besteht aus ca. 6.000 Soldaten und verfügt über folgende Flugzeugtypen:
| Flugzeug                       | Foto           | Herkunft                      | Verwendung             | Version             | Aktiv          | Bestellt       | Anmerkungen    |
| Kampfflugzeuge                 | Kampfflugzeuge | Kampfflugzeuge                | Kampfflugzeuge         | Kampfflugzeuge      | Kampfflugzeuge | Kampfflugzeuge | Kampfflugzeuge |
| ------------------------------ | -------------- | ----------------------------- | ---------------------- | ------------------- | -------------- | -------------- | -------------- |
| EMB 314 Super Tucano           |                | Brasilien                     | Erdkampfflugzeug       |                     | 6              |                |                |
| MiG-21                         |                | Sowjetunion                   | Abfangjäger            |                     | 23             |                |                |
| MiG-23                         |                | Sowjetunion                   | Abfangjäger/Jagdbomber |                     | 22             |                |                |
| Suchoi Su-22                   |                | Sowjetunion                   | Jagdbomber             |                     | 14             |                |                |
| Suchoi Su-25                   |                | Sowjetunion                   | Erdkampfflugzeug       |                     | 6              |                | [ 13 ]         |
| Suchoi Su-30                   |                | Russland                      | Mehrzweckkampfflugzeug |                     | 12             |                |                |
| Flugzeuge für Spezialmissionen |                |                               |                        |                     |                |                |                |
| CASA C-212 Aviocar             |                | Spanien                       | Seefernaufklärer       |                     | 1              |                |                |
| Cessna Citation I              |                | Vereinigte Staaten            | Seefernaufklärer       |                     | 1              |                |                |
| CASA C-295                     |                | Spanien                       | Seefernaufklärer       |                     |                | 2              | [ 14 ]         |
| Transportflugzeuge             |                |                               |                        |                     |                |                |                |
| Antonow An-12                  |                | Sowjetunion                   | Transportflugzeug      |                     | 8              |                |                |
| Antonow An-26                  |                | Sowjetunion                   | Transportflugzeug      |                     | 1              |                |                |
| Antonow An-32                  |                | Sowjetunion                   | Transportflugzeug      |                     | 5              |                |                |
| Antonow An-72                  |                | Sowjetunion                   | Transportflugzeug      |                     | 6              |                |                |
| CASA C-212 Aviocar             |                | Spanien                       | Transportflugzeug      |                     | 1              |                |                |
| Iljuschin Il-76                |                | Sowjetunion                   | Transportflugzeug      |                     | 7              |                |                |
| Xi’an MA60                     |                | Volksrepublik China           | Transportflugzeug      |                     | 2              |                |                |
| CASA C-295                     |                | Spanien                       | Transportflugzeug      |                     |                | 1              | [ 14 ]         |
| Daher Kodiak 100               |                | Vereinigte Staaten            | Transportflugzeug      |                     | 3              |                |                |
| Embraer Legacy 600             |                | Brasilien                     | Geschäftsreiseflugzeug |                     | 1              |                |                |
| Schulflugzeuge                 |                |                               |                        |                     |                |                |                |
| EMB 312 Tucano                 |                | Brasilien                     | Schulflugzeug          |                     | 12             |                |                |
| K-8 Karakorum                  |                | Volksrepublik China/ Pakistan | Schulflugzeug          |                     | 12             |                |                |
| Aero L-29 Delfín               |                | Tschechoslowakei              | Schulflugzeug          |                     | 6              |                |                |
| Aero L-39 Albatros             |                | Tschechoslowakei              | Schulflugzeug          |                     | 4              |                |                |
| Pilatus PC-7                   |                | Schweiz                       | Schulflugzeug          |                     | 22             |                |                |
| Pilatus PC-9                   |                | Schweiz                       | Schulflugzeug          |                     | 4              |                |                |
| Suchoi Su-27                   |                | Sowjetunion                   | Schulflugzeug          |                     | 1              |                |                |
| Hubschrauber                   |                |                               |                        |                     |                |                |                |
| AgustaWestland AW109           |                | Italien                       | Mehrzweckhubschrauber  |                     | 2              | 4              |                |
| AgustaWestland AW139           |                | Italien                       | Mehrzweckhubschrauber  |                     | 4              |                |                |
| Bell 212                       |                | Vereinigte Staaten            | Mehrzweckhubschrauber  |                     | 9              |                |                |
| Mil Mi-8                       |                | Sowjetunion                   | Mehrzweckhubschrauber  | Mi-17Mi-171         | 65             |                | [ 13 ]         |
| Mil Mi-24                      |                | Sowjetunion                   | Kampfhubschrauber      |                     | 15             |                |                |
| Aérospatiale SA-319            |                | Frankreich                    | Mehrzweckhubschrauber  | SA-316SA-319SE-3160 | 21             |                |                |

Ehemalige Luftfahrzeuge: Aérospatiale SA-342

#### Waffensysteme
Die Luftstreitkräfte verfügen über folgende Raketen und Flugabwehrwaffen:
Luft-Luft-Raketen:
- Wympel R-3 ()
- Wympel R-23 ()
- Wympel R-27 ()
- Wympel R-60 ()
- Wympel R-73 ()

Panzerabwehrwaffen:
- 9M17M Skorpion-M ()
- HOT (/ )

Luft-Boden-Raketen:
- Ch-28 ()

Flugabwehrraketensysteme:
- 16× 2K12-ML Kub ()
- 12× S-125M1 Petschora ()
- 10× 9K35 Strela-10 ()
- 15× 9K33 Osa ()
- 20× 9K31 Strela-1 ()